# Agylla erigone
Agylla erigone là một loài bướm đêm thuộc phân họ Arctiinae, họ Erebidae.